# Boeing VC-25
VC-25 є військовою версією Boeing 747, що трансформована у президентський борт і перебуває в управлінні Повітряних сил США. Літак відомий під позивним Air Force One (англ. «борт номер один»), який надається повітряному судну, що перевозить Президента США.
Існує лише два екземпляри цього судна; ними є глибоко модернізовані Boeing 747-200B ― спеціальні моделі VC-25A з військовими серійними номерами 28000 та 29000. Хоча технічно статус Air Force One надається судну лише при наявності Президента на борту, термін використовується для моделі VC-25 загалом. Два літаки часто взаємодіють з гвинтокрилами Marine One, які доставляють Президента в аеропорти в тих випадках, коли автомобільне сполучення недоцільне.

## Розробка
Станом на 1985 р. як президентські борти використовувалась пара VC-137, створених на базі Boeing 707. Ці судна використовувались відповідно 23 і 13 років, в зв'язку з чим Повітряні сили США розпочали процес заміни. Документацію для сформування замовлення містила технологічні вимоги до судна, а саме: вибраний авіалайнер повинен мати щонайменше три двигуни і дальність перельоту без дозаправки 9 700 км. Як Boeing з 747 так і McDonnell Douglas з DC-10 підпадали під згадані умови, після чого переможцем конкурсу став Boeing.  Виробництво сучасних 747 почалося під час президентського терміну Рональда Рейгана (1981–1989); було замовлено два ідентичних Boeing 747-200Bs на заміну Boeing 707.

## Дизайн та конфігурація
Так як VC-25 має дві головні палуби та вантажне відділення як звичайний Boeing 747, його 370 м² палубної площі були видозмінені відповідно до потреб Президента. Найнижчий рівень служить здебільшого як вантажний відсік для багажу та харчових запасів.
Головна пасажирська зона міститься на другому поверсі або на головній палубі. На борту є три входи: два на нижній і один ― на верхній палубі. Зазвичай президент заходить/виходить з переднього входу головної палуби по бортовому трапу, проте журналісти та інші пасажири користуються заднім входом головної палуби. Зручності для преси та інших пасажирів представлені у вигляді кабіни першого класу типового авіалайнера .

### «Білий Дім»

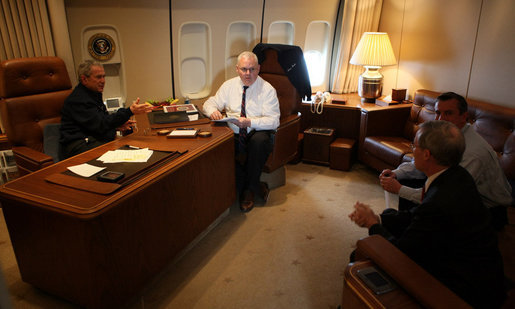
Президент Джордж В. Буш в оточенні колег на борту Air Force One на шляху в Бахрейн в січні 2008 р.

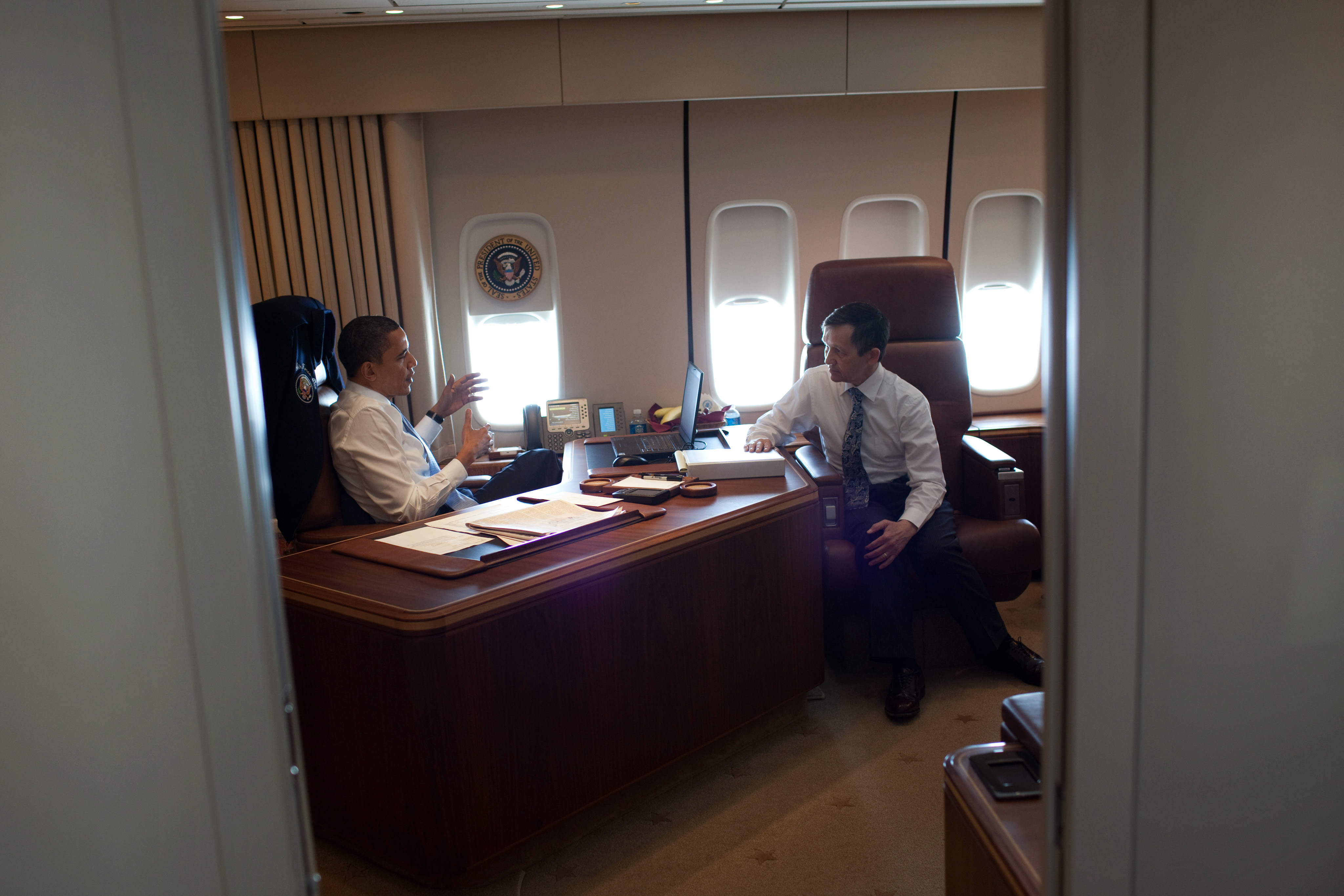
Президент Барак Обама зустрічається з представником Деннісом Кусиничем
в дорозі в Клівленд у березні 2010 р..

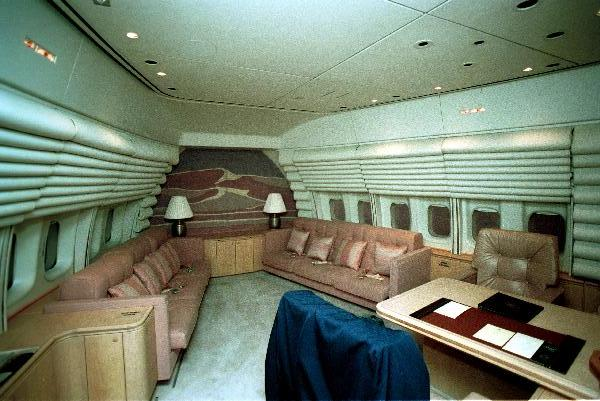
Покої Президента та Першої Леді. Дивани розкладаються у ліжка.

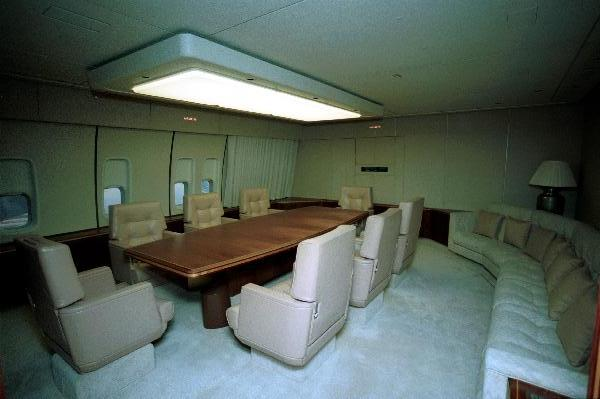
Конференц-зал

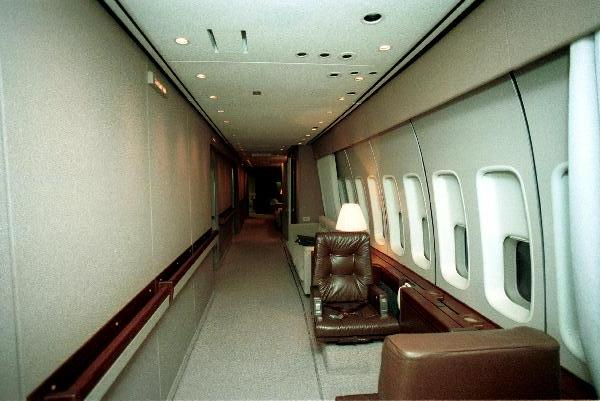
Коридор уздовж портборта (лівий борт судна). Крісла агентів Секретної Служби США.

Фронтальна частина літака зветься «Білий Дім». Робочий кабінет президента містить два дивани-ліжка, вбиральню та душ, шафку-трюмо, подвійну раковину, а також приватний покої або президентський повітряний Овальний Кабінет. При потребі президент може звернутися до своїх громадян просто з офісу. Дана можливість була запроваджена після атак 11 вересня, після яких Борт номер Один повинен був здійснити посадку на базі ВПС США в Барскдейлі для звернення президента до народу. in order for President Джорджа В. Буша. Згадані офіси, включаючи президентський номер, переважно розташовані на старборті, які з'єднуються довгим коридором уздовж портборта. Там же міститься зона для двох агентів Секретної служби США. Повітряне судно також містить конференц-зал, оригінально збудованого як кімнату нарад situation room, однак поточно використовується для зустрічі з персоналом під час перельоту. В даній кімнаті присутній 50-дюймовий плазмовий екран, що може працювати в режимі телеконференцій. Офіси повітряного судна повноцінно оснащені системами телекомунікацій (87 телефонів та 19 ТБ-систем).